# Leitergolf

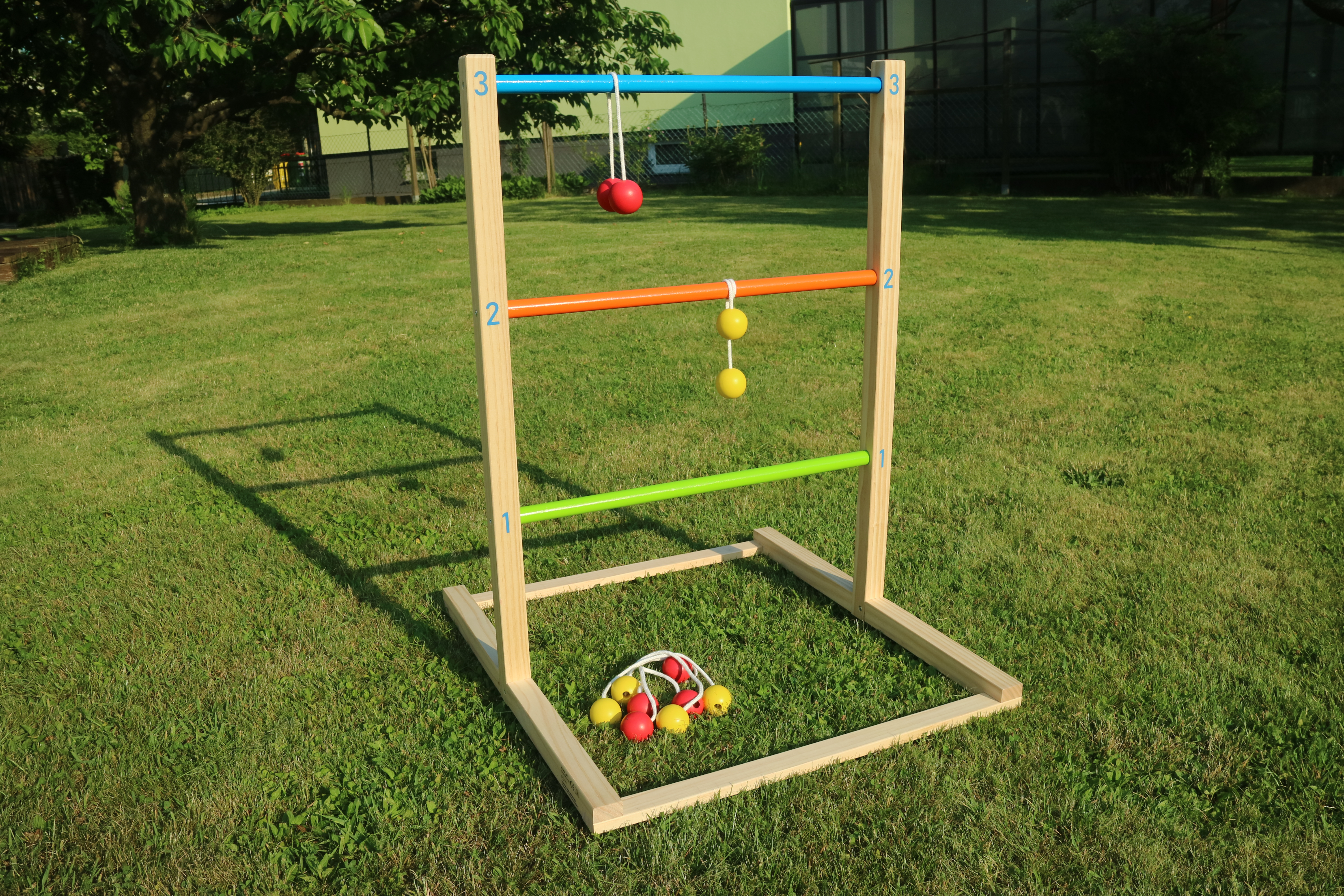
Leitergolf-Set mit Bolas

Leitergolf ist ein Wurf- und Geschicklichkeitsspiel, bei dem mit sogenannten Bolas auf ein dreisprossiges Leitergestell gezielt wird. Das beliebte Outdoor-Spiel wurde unter Namen wie Ladder ball oder Ladder golf auf US-amerikanischen Campingplätzen und Universitätscampus bekannt.

## Geschichte
Die genauen Ursprünge des Leitergolfs sind nicht bekannt. Bereits 2005 kursierten verschiedene Entstehungserzählungen im Internet, etwa von einem polynesischen Fischer, der die Idee hatte, mit Kokosnüssen zu werfen, oder von Cowboys, die mit toten Schlangen auf Weidezäune zielten. Wahrscheinlicher ist die Entstehung des Spiels auf US-amerikanischen Campingplätzen, wo es schon Anfang der 1990er-Jahre beobachtet werden konnte. Von da an verbreitete sich Leitergolf via Mundpropaganda und schließlich mithilfe des Internets. Ein kalifornischer Unternehmer kaufte 2003 ein Patent von einem Mann aus Pennsylvania und vertreibt das Spiel seither unter der Registered Trade Mark Ladder Golf.
Aufgrund zahlreicher Nachahmer und Do-it-yourself-Bauanleitungen im Internet ist das Spiel in den USA unter verschiedenen Bezeichnungen bekannt. Dazu gehören Blongo ball, Bolo ball, Hillbilly golf, Ladder ball, Ladder toss, Lasso golf, Monkey bars und Snake toss. Die Tageszeitung The Columbus Dispatch stellte im September 2008 fest, dass Leitergolf unter Studierenden der Ohio State University dem beliebten Cornhole Konkurrenz machte. Neben Campingplätzen und Universitätscampus erfreut sich der Freizeitvertreib auch auf in den USA weitverbreiteten Tailgate-Partys einer gewissen Beliebtheit.
Am 20. Dezember 2008 war das Spiel in Episode 14 erstmals in der Fernseh-Spielshow Schlag den Raab auf ProSieben zu sehen. Ein weiterer Showauftritt im Jahr 2015 sowie in der Nachfolgesendung Schlag den Star sorgten im deutschsprachigen Raum für einen Popularitätsschub.

## Spielregeln
Das Spiel Leitergolf wird in Teams oder 1 gegen 1 gespielt. Jede Person erhält 3 Bolas. Pro Runde wirft jede Person 3 Bolas hintereinander in Richtung der Sprossen der Leiter. Die geworfenen Bolas bleiben bis zum Ende der Runde hängen. Das Ziel des Spiels ist es, exakt 21 Punkte zu erwerfen. Werden innerhalb einer Runde 21 Punkte überschritten, zählen die in dieser Runde erworfenen Punkte nicht. Die Punkte werden durch das Hängenbleiben der Bolas auf den Sprossen der Leiter erzielt: 3 Punkte für die oberste Sprosse, 2 Punkte für die mittlere und 1 Punkt für die unterste Sprosse. Ein Bonuspunkt wird vergeben, wenn alle Bolas auf einer Sprosse oder auf jeder Sprosse jeweils eine Bola hängen bleibt. Pro Runde können somit maximal 10 Punkte erspielt werden. Es gibt keine Strafpunkte für Bolas, die auf den Boden fallen. Die Punkte werden am Ende jeder Runde zusammengezählt, nachdem alle geworfen haben. Das Werfen erfolgt in der Regel aus einer Entfernung von fünf Metern. Bei einem Unentschieden wird so lange gespielt, bis das Team oder eine Person exakt 2 Punkte mehr als die bzw. der Gegner hat.